# Helicopter (песня Мартина Гаррикса и Firebeatz)
«Helicopter» — композиция голландского диджея и продюсера Мартина Гаррикса и голландского диджея Firebeatz. Она была выпущена 17 февраля 2014 года на Beatport и 10 марта на iTunes. Композиция попала в чарты Бельгии, Франции и Нидерландов. Продюсерами выступили Мартин Гаррикс и Firebeatz.

## Чарты

### Недельные чарты
| Чарт (2014)                    | Высшая позиция |
| ------------------------------ | -------------- |
| Бельгия/Фландрия (Ultratop 50) | 33             |
| Бельгия/Валлония (Ultratop 50) | 42             |
| Франция (SNEP)                 | 98             |
| Нидерланды (Single Top 100)    | 59             |

## История релиза
| Регион         | Дата          | Формат              | Лейбл    |
| -------------- | ------------- | ------------------- | -------- |
| Нидерланды     | 10 марта 2014 | Цифровое скачивание | Spinnin’ |
| Великобритания | 10 марта 2014 | Цифровое скачивание | Spinnin’ |